# Lydella lacustris
Lydella lacustris là một loài ruồi trong họ Tachinidae.